# Петровка (Тамалинский район)
Петро́вка — посёлок Ульяновского сельсовета Тамалинского района Пензенской области. На 1 января 2004 года — 20 хозяйств, 44 жителя.

## География
Посёлок расположен на северо-западе Тамалинского района, в 2,5 км севернее села Каменки, расстояние до центра сельсовета села Ульяновка — 17 км, расстояние до районного центра пгт. Тамала — 31 км.

## История
По исследованиям историка — краеведа Полубоярова М. С., образован в I трети XX века, в 1930 году — в Масловском сельсовете,
в 1950-х годах — в Белинском районе, в 1966 году передан в Тамалинский район. До 2010 года входил в Каменский сельсовет. Согласно Закону Пензенской области № 1992-ЗПО от 22 декабря 2010 года посёлок передан в Ульяновский сельский совет.
В 1950-х годах располагалась бригада колхоза «Заря коммунизма».

## Численность населения
| год                | 1930 | 1951 | 1959 | 1979 | 1989 | 1996 | 2004 |
| ------------------ | ---- | ---- | ---- | ---- | ---- | ---- | ---- |
| количество жителей | 81   | 54   | 165  | 132  | 66   | 71   | 44   |

## Улицы
- Садовая;
- Школьная.